# Aljucén
Aljucén je španělská obec situovaná v provincii Badajoz (autonomní společenství Extremadura).

## Poloha
Je situována na hranicích mezi provinciemi Badajoz a Cáceres. Bezprostředně za vesnicí se nachází přírodní park Cornalvo. Je vzdálena 15 km od Méridy a 75 km od Badajozu. Vesnicí též prochází větev Svatojakubské cesty, která zde koinciduje s Vía de la Platou jdoucí ze Sevilly do Gijónu. Obec se nachází v okrese Tierra de Mérida - Vegas Bajas a soudním okrese Mérida.

## Historie
V roce 1834 se obec stává součástí soudního okresu Mérida. V roce 1842 čítal Aljucén 66 domácností a 220 obyvatel.

## Odkazy

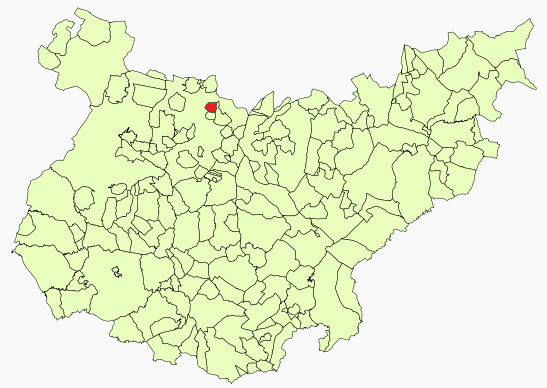
Poloha obce v provincii Badajoz

## Demografie
| Populace obce Aljucén z let (1842–2010) | Populace obce Aljucén z let (1842–2010) | Populace obce Aljucén z let (1842–2010) | Populace obce Aljucén z let (1842–2010) | Populace obce Aljucén z let (1842–2010) | Populace obce Aljucén z let (1842–2010) | Populace obce Aljucén z let (1842–2010) | Populace obce Aljucén z let (1842–2010) | Populace obce Aljucén z let (1842–2010) | Populace obce Aljucén z let (1842–2010) | Populace obce Aljucén z let (1842–2010) | Populace obce Aljucén z let (1842–2010) | Populace obce Aljucén z let (1842–2010) | Populace obce Aljucén z let (1842–2010) | Populace obce Aljucén z let (1842–2010) | Populace obce Aljucén z let (1842–2010) | Populace obce Aljucén z let (1842–2010) | Populace obce Aljucén z let (1842–2010) |
| --------------------------------------- | --------------------------------------- | --------------------------------------- | --------------------------------------- | --------------------------------------- | --------------------------------------- | --------------------------------------- | --------------------------------------- | --------------------------------------- | --------------------------------------- | --------------------------------------- | --------------------------------------- | --------------------------------------- | --------------------------------------- | --------------------------------------- | --------------------------------------- | --------------------------------------- | --------------------------------------- |
| 1842                                    | 1857                                    | 1860                                    | 1877                                    | 1887                                    | 1897                                    | 1900                                    | 1910                                    | 1920                                    | 1930                                    | 1940                                    | 1950                                    | 1960                                    | 1970                                    | 1981                                    | 1991                                    | 2001                                    | 2010                                    |
| 220                                     | 348                                     | 291                                     | 388                                     | 437                                     | 481                                     | 417                                     | 450                                     | 572                                     | 644                                     | 644                                     | 826                                     | 1 005                                   | 658                                     | 237                                     | 221                                     | 240                                     | 242                                     |

## Podnebí
V kraji je středozemní podnebí. Průměrná teplota v létě je kolem 30 °C a průměrná teplota v zimě kolem 10 °C.